# 1952年の音楽
1952年の音楽（1952ねんのおんがく）では、1952年（昭和27年）の世界の音楽についてまとめる。

## 概要・できごと
- 1月3日 - 第2回NHK紅白歌合戦
  - トップバッター - 暁テル子(紅)、林伊佐緒(白)
  - トリ - 渡辺はま子(紅)、藤山一郎(白)

## 洋楽シングル
- ハンク・ウィリアムズ「ジャンバラヤ」[1]
- ハンク・スノー「フール・サッチ・アズ・アイ」
- ラッキースター「I've Been Everywhere」
- ジョン・ケージ「4分33秒」
- 第三の男テーマ曲「ハリー・ライムのテーマ」

## 洋楽アルバム
- デイヴ・ブルーベック[2]・カルテット「デイヴ・ブルーベック・カルテット」

## 邦楽シングル
- 美空ひばり「リンゴ追分」「お祭りマンボ」「こだまは歌うよ」
- 青葉笙子「黒いトランク」「夜汽車の窓で」
- 織井茂子「カルメン純情す」
- 春日八郎「赤いランブの終列車」
- 江利チエミ「テネシーワルツ」
- 神楽坂はん子「ゲイシャ・ワルツ」「こんな私じゃなかったに」
- 渡辺はま子、宇都美清「ああモンテンルパの夜は更けて」
- 真木不二夫「泪の夜汽車」
- 初代コロムビア・ローズ「娘十九はまだ純情よ」
- ペギー葉山「火の接吻」
- 藤山一郎「丘は花ざかり」
- 鶴田浩二「弥太郎笠」
- 霧島昇「ギター月夜」「白虎隊」
- 荒国誠「白虎隊」
- 伊藤久男「山のけむり」
- 近江俊郎「湯の町月夜」「別れの磯千鳥」
- 楠木繁夫「山のロマンス」
- 菅原都々子「あゝ高原の紅あざみ」
- 荒井恵子、*越山あつ子「三つの歌」
- 岡本敦郎「夕月の歌」
- 高田浩吉「伊豆の佐太郎」
- 田端義夫「大利根月夜」

## 主な音楽賞
| 賞                  | 受賞作・受賞者 |
| ------------------- | --- |
| 第7回芸術祭賞       | - 奨芸術祭賞(音楽部門) - 松平頼則「ピアノと管弦楽のための主題と変奏」作曲 - 奨励賞(音楽部門) - 芳村伊十郎 NHK「椽の木」作詞・作曲・演奏 |
| 第2回サンレモ音楽祭 | - 大賞 - ニラ・ピッツイ「飛べよ小鳩」                                                                                                   |

## デビュー
- 1月 - 江利チエミ／テネシー・ワルツ
- 4月 - 初代コロムビア・ローズ／娘十九はまだ純情よ
- 11月 - ペギー葉山／ドミノ/火の接吻
- 月日不明 - 神楽坂はん子／こんな私じゃなかったに
- 月日不明 - 春日八郎／赤いランプの終列車
- 月日不明 - 胡美芳／薔薇薔薇處々開

## 誕生
- 1月1日 - イブラヒム・タトルセス、歌手・俳優
- 1月4日 - ミヒャエル・ヘーニッヒ、作曲家
- 1月6日 - スルマ・ユガール、歌手
- 1月6日 - 花岡優平、歌手
- 1月7日 - 松井忠重、作曲家
- 1月8日 - 鮫島有美子、声楽家
- 1月8日 - ヴラジーミル・フェルツマン、ピアニスト
- 1月9日 - 佐藤公彦、シンガーソングライター、元ピピ&コット（+2017年・65歳没）
- 1月9日 - 福澤もろ、作詞家（+2002年・50歳没）
- 1月10日 - 青木裕史、歌手（+2020年・68歳没）
- 1月10日 - ロー・ボルジェス、ミュージシャン
- 1月11日 - リー・リトナー、ギタリスト
- 1月12日 - フィル・ペリー、歌手
- 1月15日 - 森田童子、シンガーソングライター
- 1月16日 - 梅谷忠洋、作曲家
- 1月17日 - 大和田りつこ、童謡歌手
- 1月17日 - ギルバート・ヴァルガ、指揮者
- 1月17日 - 坂本龍一、キーボーディスト・作曲家、イエロー・マジック・オーケストラ
- 1月18日 - 浅野裕子、小説家・元作詞家
- 1月20日 - ポール・スタンレー、歌手、キッス
- 1月21日 - クリフ・エイセン、音楽学者
- 1月23日 - 山平和彦、シンガーソングライター（+2004年・52歳没）
- 1月24日 - ハルトムート・ヘル、ピアニスト
- 1月26日 - フレデリック・ロデオン、チェロ奏者・指揮者
- 1月28日 - 三浦友和、俳優・歌手
- 1月29日 - 増渕英紀、音楽評論家
- 1月30日 - ヴァレリー・ハリロフ、軍人・音楽家（+2016年・64歳没）
- 2月1日 - 丹羽応樹、歌手
- 2月1日 - 姫野達也、ミュージシャン、元チューリップ
- 2月2日 - リック・デュファイ、ギタリスト、元エアロスミス
- 2月5日 - 後藤次利、ベーシスト・作曲家、元サディスティック・ミカ・バンド
- 2月5日 - 橋本ひろし、実業家・シンガーソングライター
- 2月6日 - KEITH、ドラマー、元オレンジ・ペコ/ARB
- 2月6日 - 中村行延、歌手
- 2月8日 - カーク・トレヴァー、指揮者
- 2月9日 - 藤井裕、ベーシスト、元Voice&Rhythm/元ヒューストンズ（+2014年・62歳没）
- 2月11日 - クーン・クルッケ、オペラ歌手・俳優・政治家
- 2月12日 - マイケル・マクドナルド、歌手、元ドゥービー・ブラザーズ
- 2月16日 - イヴォ・パパゾフ、クラリネット奏者
- 2月16日 - ジェームス・イングラム、ミュージシャン（+2019年・66歳没）
- 2月17日 - りりィ、シンガーソングライター（+2016年・64歳没）
- 2月18日 - ランディ・クロフォード、歌手
- 2月21日 - ジャン＝ジャック・バーネル、ベーシスト、ストラングラーズ
- 2月22日 - イッセー尾形、俳優・元歌手
- 2月23日 - 中島みゆき、シンガーソングライター・作詞家・作曲家
- 2月23日 - ブラッド・ウィットフォード、ギタリスト、エアロスミス
- 2月26日 - ジョン・ギブリン、ベーシスト
- 2月27日 - グッチ裕三、タレント、歌手
- 3月1日 - 佐久間正英、ミュージシャン、プロデューサー（+ 2014年・61歳没）
- 3月4日 - 四角佳子、歌手、六文銭
- 3月6日 - マリエル・ラベック、ピアニスト（ラベック姉妹）
- 3月7日 - アーニー・アイズレー、ギタリスト、アイズレー・ブラザーズ
- 3月11日 - 竹田和夫、ギタリスト、クリエイション
- 3月13日 - ヴォルフガング・リーム、作曲家
- 3月15日 - ハワード・ディヴォート、歌手、元バズコックス
- 3月17日 - 村松邦男、ギタリスト、元シュガー・ベイブ
- 3月17日 - マノロ・バドレーナ、パーカッショニスト、元ウェザー・リポート
- 3月23日 - 児島美ゆき、女優・歌手
- 3月23日 - 数住岸子、ヴァイオリニスト（+ 1997年・45歳没）
- 3月27日 - 土井一郎、ジャズピアニスト（+2018年・66歳没）
- 3月28日 - クレメンス・ヘルスベルク、ヴァイオリニスト
- 4月1日 - 海原純子、医師・随筆家・歌手
- 4月3日 - 岩本恭生、ものまねタレント・俳優・歌手
- 4月3日 - 中島らも、小説家・放送作家・ミュージシャン（+2004年・52歳没）
- 4月4日 - ゲイリー・ムーア、歌手、シン・リジィ（+2011年・58歳没）
- 4月4日 - パンタ笛吹、著述家・オカリナ奏者
- 4月5日 - 児玉宏、指揮者
- 4月7日 - 茂木眞理子、ソルフェージュ講師・作曲家
- 4月10日 - さだまさし、シンガーソングライター、元グレープ
- 4月11日 - しばたはつみ、歌手（+ 2010年・57歳没）
- 4月13日 - サム・ブッシュ、ミュージシャン
- 4月13日 - 中村善郎、歌手
- 4月15日 - 濱瀬元彦、ベーシスト
- 4月15日 - 兵藤ゆき、タレント・歌手
- 4月16日 - なぎら健壱、フォークシンガー・俳優・タレント
- 4月20日 - エリザベート・ウルマン、オルガニスト
- 4月21日 - パスカル・オベルソン、ピアニスト・歌手
- 4月22日 - フランソワ＝ルネ・デュシャーブル、ピアニスト
- 4月23日 - 河島英五、シンガーソングライター（+ 2001年・48歳没）
- 4月23日 - ナラダ・マイケル・ウォルデン、ドラマー
- 4月24日 - 河原龍夫、歌手・タレント
- 4月25日 - ケティル・ビヨルンスタ、ピアニスト・作家
- 4月25日 - 鳥羽一郎、歌手
- 4月25日 - 里見まさと、漫才師・歌手（ザ・ぼんち）
- 4月25日 - 日倉士歳朗、ミュージシャン（+2021年・68歳没）
- 4月27日 - 西木栄二、作曲家、元猫
- 4月28日 - チャック・リーヴェル、ピアニスト・キーボーディスト
- 4月29日 - デイヴ・ヴァレンティン、フルート奏者（+2017年・64歳没）
- 5月2日 - 夏木マリ、女優・歌手
- 5月2日 - 平原まこと、サクソフォーン奏者
- 5月3日 - 灰野敬二、ミュージシャン、不失者
- 5月4日 - ジェイコブ・ミラー、レゲエ歌手（+1980年・27歳没）
- 5月5日 - 町支寛二、ギタリスト、元愛奴
- 5月6日 - グレッグ・ヘンリー、俳優・歌手
- 5月8日 - 中山康樹、音楽評論家（+2015年・62歳没）
- 5月8日 - 松村洋、音楽評論家
- 5月9日 - ゲリット・ツィッターバルト、ピアニスト
- 5月11日 - ルノー・セシャン、シンガーソングライター
- 5月12日 - 風吹ジュン、女優・歌手
- 5月13日 - 銀粉蝶、女優・シンガーソングライター
- 5月14日 - デヴィッド・バーン、歌手、トーキング・ヘッズ
- 5月14日 - マイケル・ミンクラー、音響技術者
- 5月15日 - 北見恭子、演歌歌手
- 5月21日 - ミリー・ケサダ、歌手
- 5月30日 - アレクサンドル・トラーゼ、ピアニスト
- 5月30日 - 神崎愛、女優・フルート奏者・ソプラノ歌手
- 5月30日 - コチシュ・ゾルターン、ピアニスト・指揮者・作曲家
- 5月31日 - カール・バルトス、キーボーディスト、元クラフトワーク/元エレクトロニック
- 5月31日 - ジム・ヴァランス、作曲家・ミュージシャン
- 6月 - 松原隆介、指揮者
- 6月4日 - 江木俊夫、俳優・歌手・タレント（フォーリーブス）
- 6月5日 - ニコ・マクブレイン、ドラマー、アイアン・メイデン
- 6月5日 - 藤岡孝章、音楽プロデューサー、まりちゃんズ/藤岡藤巻
- 6月6日 - ウガンダ・トラ、タレント、ドラマ－、元ビジーフォー（+ 2008年・55歳没）
- 6月6日 - 高橋幸宏、ミュージシャン、元サディスティック・ミカ・バンド/イエロー・マジック・オーケストラ/スケッチ・ショウ/元pupa/METAFIVE
- 6月6日 - 本間勇輔、作曲家
- 6月9日 - 戸塚修、作曲家
- 6月10日 - HARRY山科、シンガーソングライター
- 6月12日 - 沖雅也、俳優・歌手（+ 1983年・31歳没）
- 6月12日 - オリヴァー・ナッセン、指揮者（+2018年・66歳没）
- 6月13日 - 蘇芮、歌手
- 6月13日 - 月光恵亮、プロデューサー
- 6月13日 - 原幸雄、トロンボーン奏者
- 6月16日 - ジノ・ヴァネリ、シンガーソングライター
- 6月17日 - チャダ、演歌歌手
- 6月18日 - 李秀満、シンガーソングライター
- 6月18日 - ミージア、歌手
- 6月19日 - フィリップ・マヌリ、作曲家
- 6月22日 - オハッド・ナハリン、ダンサー・振付師
- 6月22日 - 加納秀人、ミュージシャン、外道
- 6月23日 - アンソニー・ジャクソン、ベーシスト
- 6月23日 - 叶正子、歌手、サーカス
- 6月27日 - アンソニー・イングリス、指揮者
- 6月27日 - ダニエル・ビダル、歌手
- 6月28日 - アラン・パスクァ、ジャズピアニスト
- 7月1日 - デヴィッド・アーカンストーン、ミュージシャン
- 7月1日 - 橋本一子、ピアニスト
- 7月1日 - レオン・チャンクラー、ドラマー（+2018年・65歳没）
- 7月2日 - リンダ・マンザー、ギター製作者
- 7月3日 - アミット・クマール、歌手・俳優・映画監督
- 7月3日 - アンディ・フレイザー、ベーシスト、フリー（+2015年・62歳没）
- 7月6日 - フィル・エマニュエル、ギタリスト（+2018年・66歳没）
- 7月2日 - 小柳ルミ子、歌手
- 7月2日 - ジョニー・コーラ、ギタリスト・サクソフォーン奏者、ヒューイ・ルイス&ザ・ニュース
- 7月7日 - ヴァーツラフ・フデチェク、ヴァイオリニスト
- 7月10日 - 山田泉、作曲家（+1999年・46歳没）
- 7月11日 - 糀場富美子、作曲家
- 7月12日 - 加古勉、トランペット奏者
- 7月12日 - ダグラス・パーヴァイアンス、トロンボーン奏者
- 7月14日 - 椎名和夫、編曲家
- 7月14日 - ボブ・キャセール、ギタリスト（+2014年・61歳没）
- 7月14日 - 水谷豊、俳優・歌手
- 7月15日 - ジョニー・サンダース、ミュージシャン、元ニューヨーク・ドールズ（+1991年・38歳没）
- 7月16日 - 川崎龍介、元歌手・元俳優
- 7月16日 - スチュワート・コープランド、ドラマー、元ポリス
- 7月17日 - ニコレット・ラーソン、歌手（+1997年・45歳没）
- 7月17日 - デビッド・ハッセルホフ、俳優、歌手
- 7月18日 - イアン・ギボンズ、キーボーディスト、キンクス（+2019年・67歳没）
- 7月20日 - 松坂慶子、女優・モデル・歌手
- 7月20日 - 鈴木聖美、ミュージシャン
- 7月25日 - 石田長生、ギタリスト、元Voice&Rhythm（+2015年・62歳没）
- 7月29日 - 李成愛、歌手
- 8月3日 - 恒松正敏、ミュージシャン・画家、元フリクション
- 8月3日 - マーティン・ロスコー、ピアニスト・音楽教師
- 8月5日 - 伊藤誠、シンガーソングライター
- 8月6日 - 須藤晃、音楽プロデューサー
- 8月6日 - トン・スケルペンツェル、キーボーディスト、カヤック
- 8月6日 - ヴィニー・ヴィンセント、ギタリスト、キッス
- 8月8日 - アントン・フィグ、ドラマー
- 8月8日 - 池畑慎之介（ピーター）、歌手・俳優・日本舞踊家
- 8月10日 - ヤツェク・カスプシク、指揮者
- 8月11日 - 小山ルミ、元歌手・女優
- 8月14日 - 土田英三郎、音楽学者
- 8月15日 - 渥美二郎、歌手
- 8月16日 - ダヂ、ミュージシャン
- 8月18日 - 岩本えり子、ミュージシャン、桑田佳祐の姉（+2008年・56歳没）
- 8月19日 - グスターボ・サンタオラヤ、ミュージシャン、バホフォンド
- 8月19日 - 西原稔、音楽学者
- 8月20日 - 藤巻直哉、フォークバンド藤岡藤巻
- 8月21日 - ジョー・ストラマー、ミュージシャン（ザ・クラッシュ）（+ 2002年・50歳没）
- 8月22日 - 岩下哲也、作曲家
- 8月22日 - 土屋昌巳、ミュージシャン、元一風堂
- 8月24日 - カルロ・カーリー、オルガニスト（+2012年・59歳没）
- 8月24日 - MoJo、アニソン歌手
- 8月25日 - ジェフ・ダウンズ、歌手、元イエス/エイジア
- 8月26日 - 四反田素幸、作曲家
- 8月28日 - 佐藤宣彦、作曲家・シンガーソングライター・プロデューサー
- 8月30日 - 有砂しのぶ、元歌手
- 8月31日 - キム・カシュカシャン、ヴィオラ奏者
- 9月3日 - シェヘラザード、シンガーソングライター
- 9月3日 - ジョニー大倉、ロック歌手・俳優・コメディアン（+2014年・62歳没）
- 9月5日 - 草刈正雄、俳優・歌手
- 9月8日 - ウィル・リー、ベーシスト
- 9月9日 - デイヴ・スチュワート、ギタリスト、元ユーリズミックス
- 9月9日 - マニュエル・ゲッチング、ミュージシャン、アシュ・ラ・テンペル
- 9月10日 - 清水クーコ、タレント・歌手（+ 1991年・38歳没）
- 9月11日 - キャサリン・ボット、歌手
- 9月12日 - ニール・パート、ドラマー、ラッシュ（+2020年・67歳没）
- 9月13日 - アレン・ヴィズッティ、トランペット奏者
- 9月13日 - ドン・ウォズ、ベーシスト、ウォズ (ノット・ウォズ)
- 9月17日 - 惣領智子、歌手
- 9月18日 - ディー・ディー・ラモーン、ベーシスト、元ラモーンズ
- 9月19日 - ナイル・ロジャース、ギタリスト
- 9月20日 - 五十嵐淳子、女優・歌手
- 9月21日 - デイヴ・グレゴリー、ギタリスト、元XTC
- 9月21日 - ムーディー長妻、演歌歌手
- 9月27日 - クリス・メリット、テノール歌手
- 9月28日 - アンディ・ウォード、ドラマー、元マリリオン
- 9月29日 - 吉田政美、シンガーソングライター
- 10月1日 - 佐々木周太郎、歌手
- 10月2日 - あべあきら、放送作家・ミュージシャン
- 10月3日 - 白竜、俳優・ミュージシャン
- 10月5日 - ハロルド・フォルターメイヤー、作曲家・キーボーディスト
- 10月7日 - 麻生香太郎、作詞家・音楽評論家（+2018年・65歳没）
- 10月7日 - 松平純子、元女優・元歌手
- 10月8日 - 上村昇、チェリスト
- 10月9日 - シャロン・オズボーン、音楽プロデューサー
- 10月11日 - 清水健太郎、俳優・歌手
- 10月13日 - 樋口康雄、作曲家
- 10月14日 - いまなりあきよし、歌手
- 10月14日 - カイヤ・サーリアホ、作曲家
- 10月14日 - ラッセル・ウィリアムズ2世、サウンドミキサー
- 10月16日 - コーデル・モースン、ベーシスト、元Pファンク（+2013年・60歳没）
- 10月16日 - 佐藤龍一、シンガーソングライター
- 10月19日 - 水口晴幸、歌手・俳優、元クールス
- 10月19日 - 南一誠、演歌歌手
- 10月20日 - 野路由紀子、歌手
- 10月21日 - アリ・ライアソン、フルート奏者
- 10月22日 - タケカワユキヒデ、シンガーソングライター・作家
- 10月24日 - タニア・リベルタ、歌手
- 10月24日 - 夏樹陽子、女優・元歌手
- 10月25日 - ケネス・ジーン、指揮者
- 10月26日 - デヴィッド・ウォズ、ミュージシャン、ウォズ (ノット・ウォズ)
- 10月26日 - 細坪基佳、歌手、元ふきのとう
- 10月27日 - ブリジット・エンゲラー、ピアニスト（+2012年・59歳没）
- 10月28日 - トマス・ディンガー、ドラマー、ノイ!（+2002年・49歳没）
- 10月31日 - 藤田三保子、女優・シャンソン歌手・画家
- 11月4日 - ジェフ・ローバー、音楽プロデューサー
- 11月6日 - 新垣勉、テノール歌手
- 11月7日 - フィリップ・ピケット、リコーダー奏者・指揮者
- 11月11日 - 宮澤一人、作曲家
- 11月11日 - 吉幾三、歌手
- 11月12日 - 劉文正、元歌手・元俳優
- 11月12日 - ローレンス・ジューバー、ギタリスト、元ウイングス
- 11月13日 - 野村将希、俳優・演歌歌手
- 11月25日 - 山梨鐐平、ミュージシャン、元Do!
- 11月26日 - 玉井タエ、元歌手、元シモンズ
- 11月27日 - ダリル・ステューマー、ミュージシャン、eRa
- 11月30日 - セミヨン・ビシュコフ、指揮者
- 11月30日 - マンディ・パティンキン、俳優・歌手
- 12月8日 - リック・サンダース、ヴァイオリニスト
- 12月10日 - 坂田おさむ、シンガーソングライター（7代目うたのおにいさん）
- 12月14日 - ジョン・ルーリー、サックス奏者・俳優
- 12月16日 - ぼんちおさむ、漫才師・俳優・歌手（ザ・ぼんち）
- 12月20日 - トミー・スナイダー、ドラマー、ゴダイゴ
- 12月22日 - 山木秀夫、ドラマー、元マライア
- 12月26日 - アンドレ＝ミシェル・シュープ、ピアニスト
- 12月26日 - セルジオ・アサド、ギタリスト
- 12月27日 - 石川セリ、歌手
- 12月28日 - 蓑輪裕之、ベーシスト・コントラバス奏者
- 12月29日 - 浜田省吾、シンガーソングライター
- 12月30日 - ジューン・アンダーソン、ソプラノ歌手
- 12月30日 - ソムトウ・スチャリトカル、作曲家
- 12月30日 - トニー・シュート、歌手

月日不明
- 青木進、作曲家
- 伊東辰彦、音楽学者
- 今井次郎、ミュージシャン・造形作家（+2012年・60歳没）
- ウィル・マローン、音楽プロデューサー
- 宇神幸男、小説家・音楽評論家
- 岡田辰夫、音響技術者
- オクノ修、シンガーソングライター
- カズコ・ホーキ、ミュージシャン、フランク・チキンズ
- 夏冬春秋、作詞家・音楽プロデューサー
- 岸本ひろし、編曲家
- 北山真、ミュージシャン・クライマー、元新●月
- クリフォード・カーター、キーボード奏者・音楽監督
- 坂崎紀、音楽学者
- 笹島明夫、ジャズ・ギタリスト
- 佐藤剛、音楽プロデューサー・作家
- ジョルジョ・スコラーリ、ヴァイオリン製作者
- スコット・ジョンソン、作曲家
- 曽我部清典、トランペット奏者
- 高木裕、ピアノ調律師
- 高橋辰郎、チェンバロ製作者
- 田村和紀夫、音楽学者
- ティム・ライト、ベーシスト、ペル・ウブ（+2013年・61歳没）
- ティモシー・ロウ、指揮者（+2005年・53歳没）
- トム・ケリー、ミュージシャン
- 豊田泰久、音響設計家
- パウル・ギーガー、ヴァイオリニスト
- ばんきんや、お笑いタレント・ミュージシャン
- フィリップ・スミス、トランペット奏者
- ヴォルフガング・ホルツマイア、バリトン歌手
- マウリツィオ・ベニーニ、指揮者
- 松尾由紀夫、作詞家
- マリア・クリーゲル、チェリスト
- 山本大作、シンガーソングライター（+2019年）
- ヤン富田、スティールパン奏者

## 死去
- 4月23日 - エリザベート・シューマン、ソプラノ歌手（* 1888年）
- 11月17日 - 弘田龍太郎、作曲家（* 1892年）
- 12月30日 - 中山晋平、作曲家（* 1887年）